# Puya pusilla
Puya pusilla är en gräsväxtart som beskrevs av Hans Edmund Luther. Puya pusilla ingår i släktet Puya och familjen Bromeliaceae.
Artens utbredningsområde är Bolivia. Inga underarter finns listade i Catalogue of Life.